# Sjosse Entoeziastov (station MTsK)
Sjosse Entoeziastov (Russisch:Шоссе Энтузиастов) is een station aan het noord-oost kwadrant van de kleine ringspoorlijn in de Russische hoofdstad Moskou. Het station was, onder de naam Lefortovo, onderdeel van de ringspoorlijn uit 1908 en verzorgde in het begin ook personenvervoer. Na 1930 is echter geheel overgegaan op goederenverkeer. In de jaren 60 van de twintigste eeuw is een plan gemaakt om in het noord-oost kwadrant de buitenringlijn van de metro (lijn 11) parallel aan de ringspoorlijn aan te leggen ten behoeve van het personenvervoer. Het metrostation zou dan aan de zuidkant van het emplacement van Lefortovo komen en direct aansluiten op station Sjosse Entoeziastov van lijn 8. De buitenringlijn is hier echter niet tot stand gekomen en begin 21e eeuw is besloten tot heropening van het personenvervoer op de ringspoorlijn. Het MZD station bestaat nu uit een eilandperron onder de op en afritten van de autosnelweg bij de Sjosse Entoeziastov. Het perron is via een voetgangerstunnel te bereiken vanaf het voormalige stationsplein aan de westkant en de tramhalte aan de oostkant. Het metrostation Sjosse Entoeziastov ligt iets ten zuiden van de tramhalte.